# Johann Baptist Weißbrod
Johann Baptist Weißbrod (* 19. Juni 1834 in Landsberg am Lech; † 7. November 1912 in Basel) war ein deutscher Historien- und Genremaler.

## Leben
Johann Baptist Weißbrod wurde als Sohn eines Kreisarztes geboren. Nach dem frühen Tode seines Vaters kam er zu seinem Großvater, dem Gynäkologen Johann Baptist von Weißbrod nach München. Weißbrod studierte zwischen 1851/53 und 1861 an der Königlichen Akademie der bildenden Künste in München. Ausgebildet wurde er dort unter anderem von Philipp Foltz. Ab etwa 1862/63 war Weißbrod in Paris dann Schüler im Atelier von Gustave Brion. 1865 nahm er am Pariser Salon teil.
Nach einem kurzen Aufenthalt in München (etwa 1864) ging Weißbrod in die Schweiz und wurde 1866 Zeichenlehrer an der Kantonsschule in Aarau. 1870 ließ er sich dann in Basel nieder. Dort war er an der Zeichenschule der von Isaak Iselin 1777 gegründeten Gemeinnützigen Gesellschaft und anschließend als Zeichen- und Mallehrer der Damenklasse der Allgemeinen Gewerbeschule tätig. 1906 ging er in den Ruhestand.

## Werke (Auswahl)
- Barbele auprès du chevalier blessé (De Lichtensteiner), Verbleib unbekannt.
- Grablegung Christi (Kopie nach Tizian), 1864, Verbleib unbekannt.
- Porträt des Henricus Liberti (Kopie nach Anthonis van Dyck), 1864, Verbleib unbekannt.
- François Ier et Charles Quint (Kopie nach Richard Parkes Bonington), Verbleib unbekannt.